# Nicky Morgan
Nicola Ann "Nicky" Morgan, född Griffith den 1 oktober 1972 i London, är en brittisk konservativ politiker. Sedan 2010 representerar hon valkretsen Loughborough i underhuset. Hon var Storbritanniens utbildningsminister 2014–2016. Samtidigt tjänstgjorde hon som kvinno- och jämställdhetsminister och innan dess två månader som kvinnominister.